# Видин капија (Београд)
Видин капија jе Доњоградска Видин капија, у саставу Североисточног фронта Београдске тврђаве. Изграђена је у раздобљу од 1740 до 1750. године, у оквиру турских радова на поновној изградњи претходно порушених аустријских фортификација. 
Истоимена капија некада је постојала и у оквиру одбрамбене линије око београдске вароши, а налазила се у Улици цара Душана, код данашње Прве београдске гимназије. Порушена је после убиства српског дечака на Чукур чесми 1862. године, што је био један од повода за борбу против Турака, из које ће Србија изаћи као независна држава.
Након одласка Турака у 19. веку па све до средине 20. века Београдска тврђава је и даље остала војни објект, коришћен за потребе српске, а потом југословенске војске, која је једну од стражарских постаја имала и у Видин капији. Ово старо здање, у мањој мери прилагођавано тим потребама, није битније мењано и дограђивано, те је тако у свом готово изворном облику доспело до наших дана.

## Положај
Видин капија као и друге капије београдских фортификација, добиле су свој коначан изглед средином 18. века, у склопу основних комуникација које су вековима водиле ка утврђењима на брегу изнад ушћа Саве у Дунав. Те старе саобраћајнице одсликане су и у савременој матрици главних београдских улица,  на ћијим правцима су настале главне тврђавске капије - Стамбол-капија (унутрашња и спољна) и Сахат-капија. У средњовековно утврђење улазило се са:
- источне стране (поред данашњег Зоолошког врта), кроз Зиндан капију и Деспотову капију Горњег града.
- док се Доњем граду прилази из Булевара војводе Бојовића, кроз Видин капију и из Карађорђеве улице кроз Мрачну капију.[3]  Из овога видимо да се Деспотова капија налазила на главном прилазу који је са североисточне стране Београдске тврђава, водила ка Западном подграђу и даље Доњем граду, а у oквиру бaстиoнe трaсe Сeвeрoистoчнoг тврђaвскoг фрoнтa, нa истoчнoм прилaзу Дoњeм грaду, oднoснo нa стaрoj кoмуникaциoнoj трaси која се поклапа са данашњом Улицом цара Душана.

## Историја
Развој средњовековних утврђења Београдске тврђаве заснивао се на осигуравању гребена на Горњем граду и проширивању утврђења Доњег града у правцу ушћа Саве у Дунав. Почетком 15. века, за време владавине деспота Стефана Лазаревића, извођени су обимни радови на проширивању и утврђивању средњовековног Београда. С развојем града и тврђаве, повећавао се простор који је био обухваћен
фортификацијом тако да су се градила нова подграђа на дунавској страни је Североисточни бедем у Доњем граду и ојачан је Јужни бедем Западног подграђа изградњом спољашњег бедема.
У првим деценијама 14. века ово мало утврђење на брегу проширено је до речних обала. У оквиру бедема развио се напредан средњовековни град. После турског освајања 1521. године, па све до краја 17. века, Београдска тврђава није значајније дограђивана.
Ново раздобље започело је аустријско-турским ратом. Као кључно утврђење у средишту ратних сукоба током 18. века, Тврђава је три пута реконструисана. Порушен је стари кастел, а велики део средњовековних бедема прекриле су нове фортификације. Под аустријском окупацијом, 1717-1739. године, после изградње нових модерних утврђења, Београдска тврђава је представљала једно од најјачих војних упоришта у Европи. Грађена је према пројектима генерала Николе Доксата Демореза.
У склопу тих радова настала је Доњоградска Видин капија, у саставу Североисточног фронта Београдске тврђаве, у раздобљу 1740–1750. године, у оквиру турских радова на поновној изградњи претходно порушених аустријских фортификација.
До краја 18. века Београдска тврђава је добила коначни облик. У ратним разарањима током протеклих деценија порушени су готово сви објекти у Горњем и Доњем граду, а бедеми знатно оштећени.

## Архитектура
Видин капија је грађена у виду засведеног пролаза кроз бедем зидано-земљане конструкције са бочним
просторијама за смештај страже. Средишњи део капије (пролаз), дугачак је 13 м, а широк око 4 м, и био је засведен полуобличастим сводом од опека, док су над краћим деловима према спољној и унутрашњој страни капије сегментни сводови.
У односу на раван пролаза, унутрашње теме средишњег дела свода је на 4,70 м. Са обе стране пролаза налазе се по две бочне просторије засведене полуобличастим сводовима, који су управни на правац пружања свода над пролазом капије. До темена свода имају висину од 3,20 м. Све су слично грађене, готово квадратних основа, и површина од по 17,5 м.
Према пролазу капије су бочне просторије, којсе су биле широко отворене луцима од опека, благо преломљеним у темену. На фронталним зидовима у све четири просторије постоје камини, који над каменим конзолама имају сегментни лук. Свака од бочних просторија имала је по један мањи прозор. Прозори бочних просторија према спољној фасадној страни сачувани су у свом изворном облику, док су они са супротне стране, према унутрашњој куртини, уништени каснијим пробијањем врата.
Преостали трагови полуобличастих сводова указују на то да су по димензијама били исти као и
они на спољној фасади, али нешто једноставније конструкције.
Спољна фасада капије грађена је у комбинацији камених тесаника и опека. За разлику од делова грађених опекама, који су добро очувани, камени блокови, највећим делом клесани од локалног или ташмајданског камена.  Над каменим завршним венцем средишњег дела капије налазио се надзидак грађен опекама, односно фронтон с полукружно моделованим бочним странама.
На оба краја засведеног пролаза капије налазили су се портали с вратницама, што је омогућавало посебно затварање њеног унутрашњег простора, масивним дрвеним вратницама на вертикалним осовинама. Споља су биле обложене гвозденим тракама причвршћеним низовима клинова, који су имали и декоративну функцију.
За разлику од спољног, портал Видин капије према унутрашњости Тврђаве био је знатно скромније обрађен. Чине га само клесани камени довратници надвишени сегментним луком, који је за један степен био увучен у односу на раван лица зида.
Као што је то и уобичајено код бастионих фортификација, изнад сводова Видин капије, чија дебљина
зидне масе износи око 0,90 м, формиран је земљани насип.